# 追手風常吉
追手風 常吉（おいてかぜ つねきち、1854年（嘉永7年） - 1919年（大正8年）8月8日）は肥前国彼杵郡三重村（現・長崎県長崎市三重町）出身の大相撲力士。本名は林（のち浜本）常吉。大阪相撲で活躍し最高位は大関。

## 略歴
7代陣幕（陣浪）の弟子となり追手風 順吉の名で1878年（明治11年）9月脱走組番付の四段目が初見。1881年（明治14年）7月鯱鉾と改めるが1882年（明治15年）8月元の追手風に戻す。1885年（明治18年）10月入幕、1888年（明治21年）9月関脇に登り下の名を常吉と改める。1889年（明治22年）9月大関昇進。1891年（明治24年）9月二枚鑑札で10代陣幕 常重を襲名、頭取（年寄）兼務となる。
この場所西大関で5勝1敗1分の成績を残したが、翌1892年（明治25年）9月の番付で前場所東大関で2勝2敗だった虎林虎吉が東大関に留まり陣幕が西大関に据え置かれたことに不服を唱え、マゲを切りそのまま引退、頭取専務となった。引退後は弟子の養成に励み、また大坂相撲協会取締の要職を務めた。1907年（明治40年）5月限り廃業。1919年（大正8年）8月8日数え66歳で死去。